# Megalonycta forsteri
Megalonycta forsteri is een vlinder uit de familie uilen (Noctuidae). De wetenschappelijke naam van deze soort is voor het eerst geldig gepubliceerd in 1979 door B. Laporte.
De soort komt voor in tropisch Afrika. Het holotype is afkomstig uit Bukoba (Tanzania).